# جوليانا الصادق
جوليانا الصادق (مواليد 9 ديسمبر 1994) لاعبة تايكوندو أردنية. فازت بالميدالية الذهبية في بطولة التايكوندو في الألعاب الآسيوية 2018 فئة وزن تحت وزن 67 كغم سيدات، وتغلبت جوليانا في المباراة النهائية على الكورية الجنوبية جان داي كيم -المصنفة 16 على العالم- بنتيجة 5-1 لتحقق الميدالية الذهبية للأردن والأولى للعرب.
حققت جوليانا أيضاً الميدالية البرونزية ضمن منافسات بطولة الجائزة الكبرى جولة موسكو في 10 آب (أغسطس) 2018.
كما حازت الميدالية البرونزية في مسابقات التايكوندو في دورة ألعاب التضامن الإسلامي عام 2013 التي أقيمت في باليمباغ، والميدالية الفضية في بطولة آسيا للتايكوندو التي أقيمت في مدينة هو شي منه عام 2019.

## التصنيف الدولي
في التصنيف الدولي الذي صدر عن الاتحاد العالمي للتايكوندو عن شهر يناير 2023، اعتلت جوليانا الصادق صدارة التصنيف العالمي في وزن 67 كيلوغرام، كما حلّت في المركز الثاني بالتصنيف الأولمبي في الوزن نفسه.

## الاعتزال
أعلنت جوليانا الصادق، أواخر أكتوبر من العام 2024م، الاعتزال من ممارستها الرياضة، نتيجة إجراء عملية جراحية في الحوض، أجرتها في العاصمة البريطانية لندن.

## روابط خارجية
1. ↑  "TaekwondoData". TaekwondoData (بالإنجليزية). Archived from the original on 2019-05-06. Retrieved 2018-08-20.
2. ↑  "Jordan's Juliana Al Sadeq makes taekwondo history". Jordan Times (بالإنجليزية). 12 Aug 2018. Archived from the original on 2018-08-30. Retrieved 2018-08-20.
3. ↑  الأردنية جوليانا الصادق صاحبة أوّل ذهبية عربية نسخة محفوظة 24 أغسطس 2018 على موقع واي باك مشين.
4. ↑  "AL SADEQ Julyana | Asian Games 2018 Jakarta Palembang". Asian Games 2018 Jakarta Palembang (بالإنجليزية البريطانية). Archived from the original on 2018-08-20. Retrieved 2018-08-20.
5. ↑  جوليانا الصادق تهدي الأردن والعرب الذهبية الأولى في الـ"آسياد" والأمير فيصل يشيد بالإنجاز الكبير - صحيفة الرأي http://alrai.com/article/10448618/رياضة/جوليانا-الصادق-تهدي-الأردن-والعرب-الذهبية-الأولى-في-الآسياد--والأمير-فيصل-يشيد-بالانجاز-الكبير نسخة محفوظة 20 أغسطس 2018 على موقع واي باك مشين.
6. ↑  أردنية تتصدر التصنيف العالمي لرياضة التايكواندو، سكاي نيوز عربية، نشر بتاريخ 4 يناير 2023[وصلة مكسورة] نسخة محفوظة 2023-01-06 على موقع واي باك مشين.
7. ↑  جوليانا الصادق أول لاعبة عربية تتصدر التصنيف العالمي للتايكواندو، بي بي سي نيوز عربي، نشر بتاريخ 5 يناير/ كانون الثاني 2023 نسخة محفوظة 2023-01-06 على موقع واي باك مشين.
8. ↑  أيمن وجيه الخطيب (2 نوفمبر 2024). "جوليانا تعتزل التايكواندو". الغد. اطلع عليه بتاريخ 2024-11-03.

- جوليانا الصادق على موقع TaekwondoData.com (الإنجليزية)
- جوليانا الصادق على موقع اللجنة الأولمبية الدولية (الإنجليزية)
- جوليانا الصادق على موقع أوليمبيديا (الإنجليزية)